# Hilde Domin

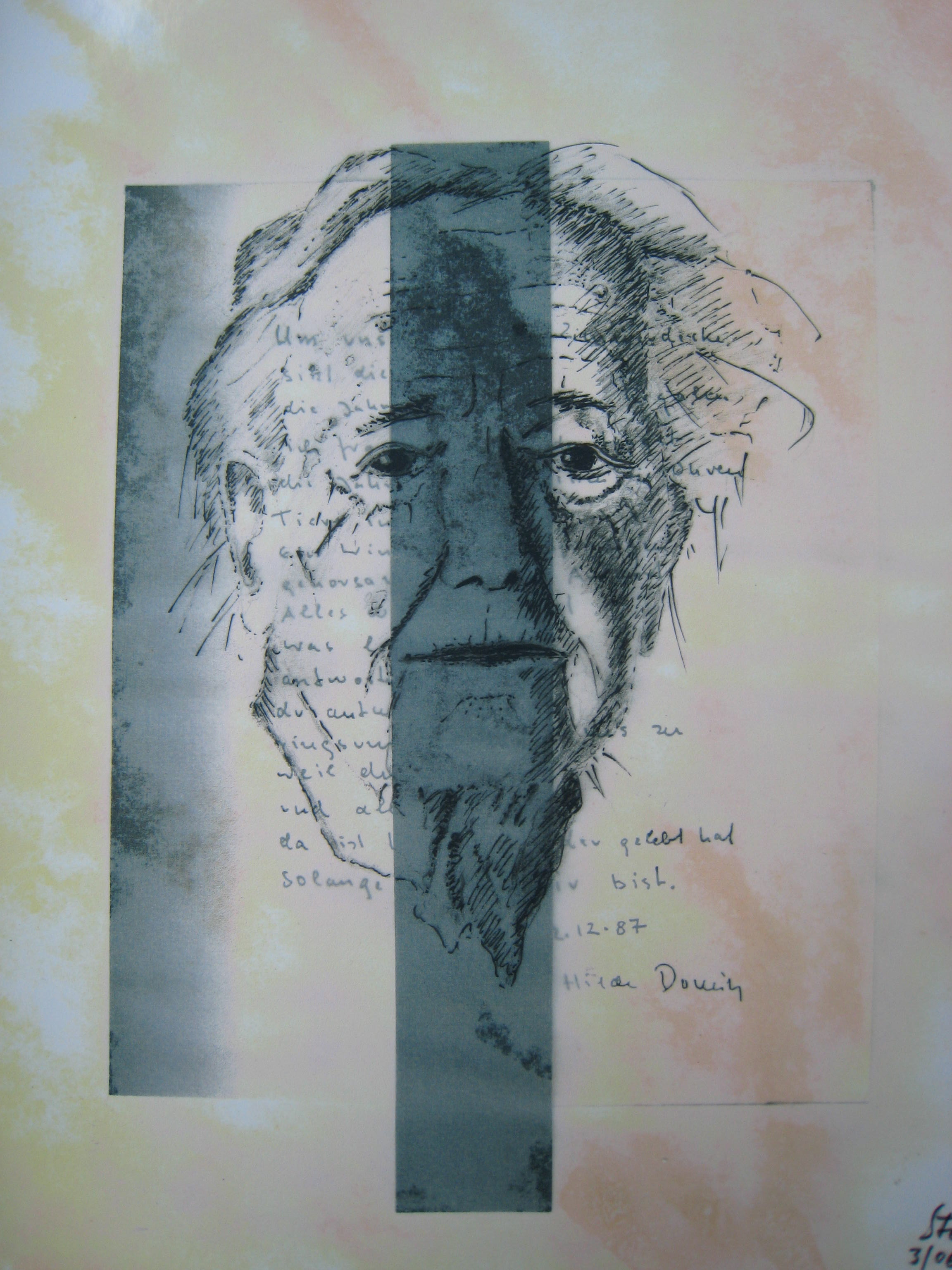
Hilde Domin dargestellt von Ursula Stock

Hilde Domin, geborene Hildegard Dina Löwenstein, verheiratete Hilde Palm (geboren am 27. Juli 1909 in Köln; gestorben am 22. Februar 2006 in Heidelberg), war eine deutsche Schriftstellerin. Sie hatte jüdische Eltern, war aber erklärtermaßen nicht jüdischen Glaubens. Sie war vor allem als Lyrikerin bekannt und eine bedeutende Vertreterin des „ungereimten Gedichts“. Nach ihrem Exil in der Dominikanischen Republik, der Domin ihren Künstlernamen entlehnte, lebte sie von 1961 an in Heidelberg.

## Leben und Wirken

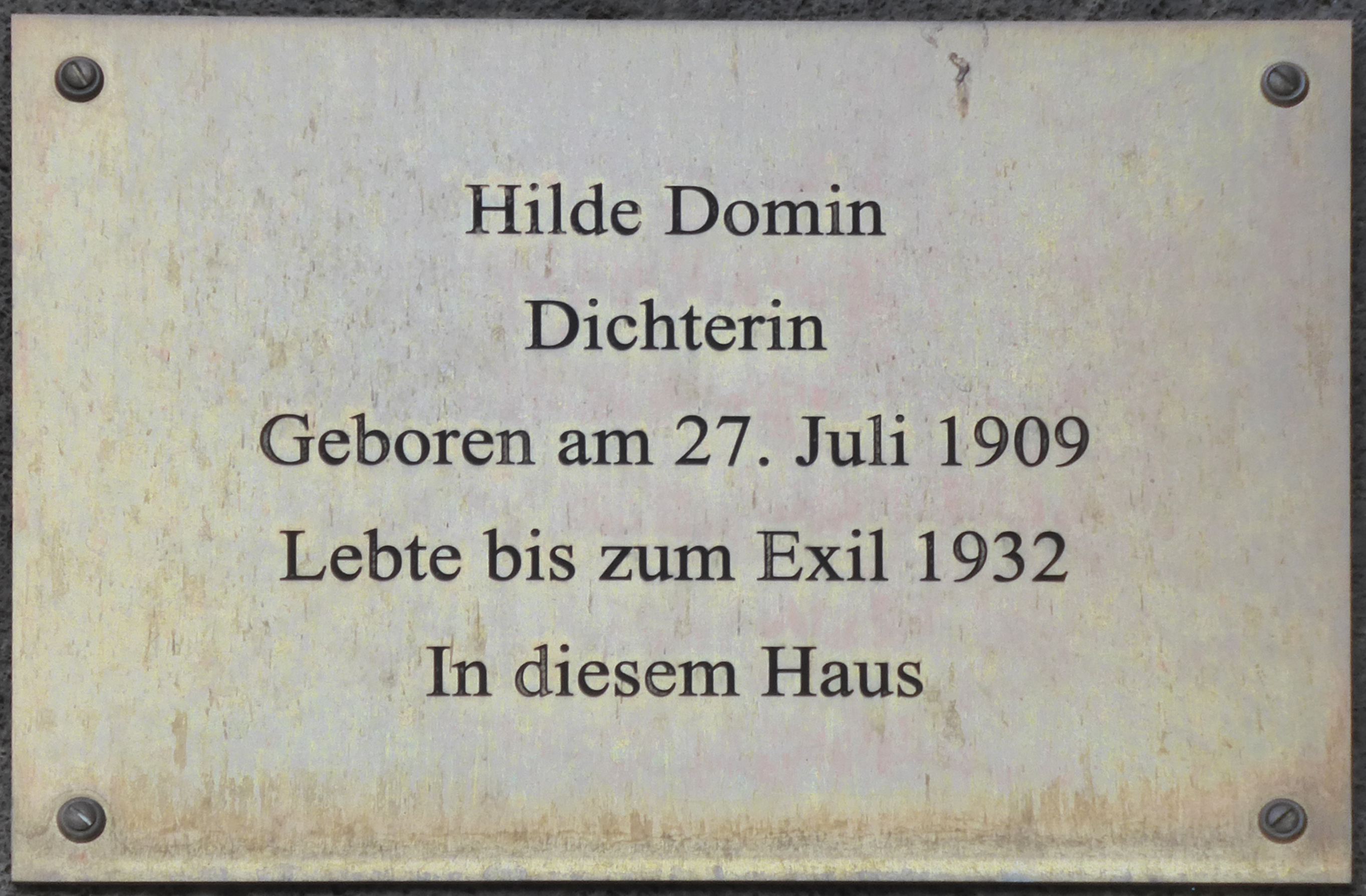
Gedenktafel am ehem. Wohnhaus Riehler Straße 23, Köln

Hilde Domin wurde im Juli 1909 in Köln, in der Riehler Straße 23 geboren. Ihre Eltern waren Paula Löwenstein, geborene Trier und deren Ehemann, der aus Düsseldorf stammende jüdische promovierte Rechtsanwalt und Kölner Justizrat Eugen Siegfried Löwenstein (1871–1942). Domins Mutter, eine gebürtige Frankfurterin, war, wie damals im gehobenen Bürgertum noch üblich, ohne Berufsausbildung („ohne Beruf“: Eintrag in der Heiratsurkunde vom 24. Oktober 1908).
Als Heranwachsende besuchte sie zunächst keine öffentliche Schule. Nach mehreren Jahren Privatunterrichts trat sie in die Höhere Töchterschule (Merlo-Mevissen-Lyzeum) in Köln ein. Nach dem Abitur am 6. März 1929 schrieb sie sich am 23. April 1929 an der Juristischen Fakultät der Ruprecht-Karls-Universität Heidelberg ein. Sie hatte das Fach Rechtswissenschaft „aus Begeisterung für ihren Vater gewählt“. Im Wintersemester 1929/1930 schrieb sie sich zusätzlich im Institut für Sozial- und Staatswissenschaften (SOSTA) ein. Der Wechsel im Sommersemester an die Universität Köln und Bonn (Zweithörer) war unfall- bzw. krankheitsbedingt. Bis zur endgültigen Genesung war die junge Studentin gezwungen, im Elternhaus zu leben. An der Universität Köln vertiefte sie ihr ökonomisches Wissen in allgemeiner Wirtschaftspolitik und Volkswirtschaft, allerdings ohne Abschluss. Eine Tanzstundenfreundschaft mit dem späteren Literaturkritiker und Schriftsteller Hans Mayer veranlasste Domin 1930, der Sozialdemokratischen Partei Deutschlands (SPD) beizutreten.
Eine Fortführung ihres Studiums folgte an der Berliner Friedrich-Wilhelms-Universität (der heutigen Humboldt-Universität) am 22. Oktober 1930. Am 4. Dezember 1930 wohnte Domin persönlich einer Rede Hitlers im Berliner Volkspark Hasenheide bei. Sie beschloss daraufhin, Hitlers Mein Kampf zu lesen, und sie besaß die Weitsicht, dass „Hitler das, was er in ‚Mein Kampf‘ geschrieben hatte, auch ausführen würde.“

### Exil
Nach ihrer Rückkehr nach Heidelberg zum Sommersemester 1931 lernte sie den jüdischen Frankfurter Altphilologie- und Archäologiestudenten Erwin Walter Palm kennen. Seiner Italiensehnsucht nachgebend, begannen beide im Herbst 1932 ein Auslandsstudium in Rom, das 1933, nach Hitlers Ernennung zum Reichskanzler, zur ersten Exilstation wurde. Beide schrieben sich an der Universität La Sapienza in der Facoltà di lettere e filosofia (Fakultät für Literatur und Philosophie) ein. Domin belegte zudem Kurse in Kunstgeschichte und unterstützte Palms archäologische Forschungen, indem sie Zeichnungen und Skizzen von seinen Ausgrabungen anfertigte. Mit privatem Deutschunterricht bestritt sie für beide hauptsächlich den Lebensunterhalt. Am 30. Oktober 1936 heirateten Erwin Walter Palm und Hilde Löwenstein im Standesamt im Konservatorenpalast in Rom.
Neu zugewanderten Juden wurde im Jahr 1935 das Recht abgesprochen, die italienische Staatsbürgerschaft zu erwerben. Die Rassengesetze von 1938 machten die Juden zu Staatsfeinden und verlangten deren Ausreise bis zum 12. März 1939. Deshalb floh das Paar 1939 in letzter Minute aus Italien – das von Mussolini gesetzte Ultimatum für die Ausreise war bereits überschritten. Über Paris führte sie die Flucht nach Großbritannien. Dort kamen sie mit Hilfe der vermögenden Verwandtschaft unter. Sie lebten, wie die meisten jüdischen Flüchtlinge, im Londoner Stadtteil Hampstead, bevor die Eltern Löwenstein in Minehead, Somerset, ein Häuschen erwarben. Dort unterrichtete Hilde Palm ein halbes Jahr lang als Sprachlehrerin am St. Aldwyn’s College. Angesichts der Kapitulation Frankreichs und des drohenden Blitzkriegs Hitlers, entschlossen sie sich zur Ausreise aus England. 
Am selben Tag wie Stefan Zweig, dem 26. Juni 1940, verließen beide England und gelangten über Kanada in die Dominikanische Republik. Dort unterrichtete sie von 1948 bis 1952 Deutsch an der Universität Santo Domingo. Die Veröffentlichung Architektonische Denkmäler der Kolonialmacht Spaniens im Jahr 1955, eine Kollektivarbeit des Ehepaars, sorgte für Aufmerksamkeit. Hilde Palm hatte das Lektorat übernommen und den Großteil der dokumentarischen Architekturfotografien erstellt.

### Erste literarische Schritte
1946 begann Palm mit ersten schriftstellerischen Tätigkeiten. Nach ihrer Rückkehr nach Deutschland 1954 veröffentlichte sie Gedichte unter dem Pseudonym Domin. Sie nannte sich nach dem Namen des Inselstaates, in dem sie Zuflucht gefunden und ihr Dichterleben begonnen hatte. Lieben und Geliebtwerden, vor allem aber Gebrauchtwerden, waren für Domin der eigentliche Sinn des Lebens.
1954 kehrte sie nach 22 Jahren Exil in die Bundesrepublik zurück, doch pendelte sie noch sieben Jahre zwischen Spanien und Deutschland hin und her und intensivierte ihre schriftstellerische Tätigkeit, während ihr Mann seine ibero-amerikanischen Studien vorantrieb. In Miraflores de la Sierra machte sie die Bekanntschaft des spanischen Dichters Vicente Aleixandre, der den Kontakt zur Literaturzeitschrift Caracola herstellte, in der Domin ihre Übersetzungen veröffentlichte.

### Literarisches Lebenswerk
1959 erschien ihr erster Gedichtband Nur eine Rose als Stütze. Um zu vermeiden, die Erstveröffentlichung einer Autorin zu publizieren, die das Alter von 50 Jahren bereits überschritten hatte, gab man ihr Geburtsjahr mit 1912 an. Diese Mogelei rückte Domin 1999 zurecht, als ihr offizieller 90. Geburtstag anstand. Neben Gedichten, Erzählungen und ihrem Roman Das Zweite Paradies, verfasst in einer Montageform, schrieb sie zunehmend Essays und literaturwissenschaftliche Abhandlungen, die jedoch weniger Beachtung fanden. Darunter war auch ihre Analyse Wozu Lyrik heute, der Ulla Hahn in ihrer Laudatio 1992 anlässlich der Verleihung des Friedrich-Hölderlin-Preises der Stadt Bad Homburg an Domin Anerkennung zollte. Domin war auch als Übersetzerin und Herausgeberin tätig und stand jungen Dichterkollegen mit Rat zur Seite.
Domin empfand sich als „Gratwanderer“ mit viel Welt, aber wenig Boden unter den Füßen. Die Verfolgungs- und Exilerfahrung war gleichermaßen prägend für die Identität wie für das dichterische Werk der Lyrikerin, das durch ihre Beherrschung der freien Rhythmen geprägt wurde. Zuflucht bot das dichterische Wort, die deutsche Muttersprache. Das Vertrauen in die Beständigkeit und Verlässlichkeit menschlicher Beziehungen hingegen war und blieb trotz allen Erfolgs und der großen Anerkennung, die in vielen Zuschriften und zahlreichen Ehrungen zum Ausdruck kam, und selbst angesichts zahlreicher Freundschaften bis zuletzt fragil. Die diesbezüglichen Fragen wurden daher zu einem beherrschenden Thema ihres Werks. In diesem brachte sie ihre Situation in immer neuen Bildern zur Sprache, suchte nach Anhaltspunkten für Antworten, und fand sie in der, wenngleich immer gefährdeten, Begegnung mit Menschen. Domin sah sich als spanische Autorin in deutscher Sprache, geprägt vom arabischen Erbe des Spanischen und damit Giuseppe Ungaretti verbunden, der sich vom Ägyptischen beeinflusst fühlte. In ihren späteren Gedichten ließ sie sich von der japanischen Kunsttheorie inspirieren und sah auch den Einfluss Hölderlins.
Domin trug in Lesungen ihre Gedichte jeweils zweimal vor. Sie las in Gefängnissen, Schulen und Kirchen. In einem Interview 1986 antwortete sie auf die Frage, wie viel Mut ein Schriftsteller benötige: „Ein Schriftsteller braucht drei Arten von Mut. Den, er selber zu sein. Den Mut, nichts umzulügen, die Dinge beim Namen zu nennen. Und drittens den, an die Anrufbarkeit der anderen zu glauben.“ Im Wintersemester 1987/1988 hielt sie als vierte Frau nach Ingeborg Bachmann, Marie Luise Kaschnitz und Christa Wolf die Frankfurter Poetik-Vorlesungen. Im Wintersemester 1989/1990 hatte sie die Poetikdozentur der Akademie der Wissenschaften und der Literatur an der Johannes Gutenberg-Universität Mainz inne.

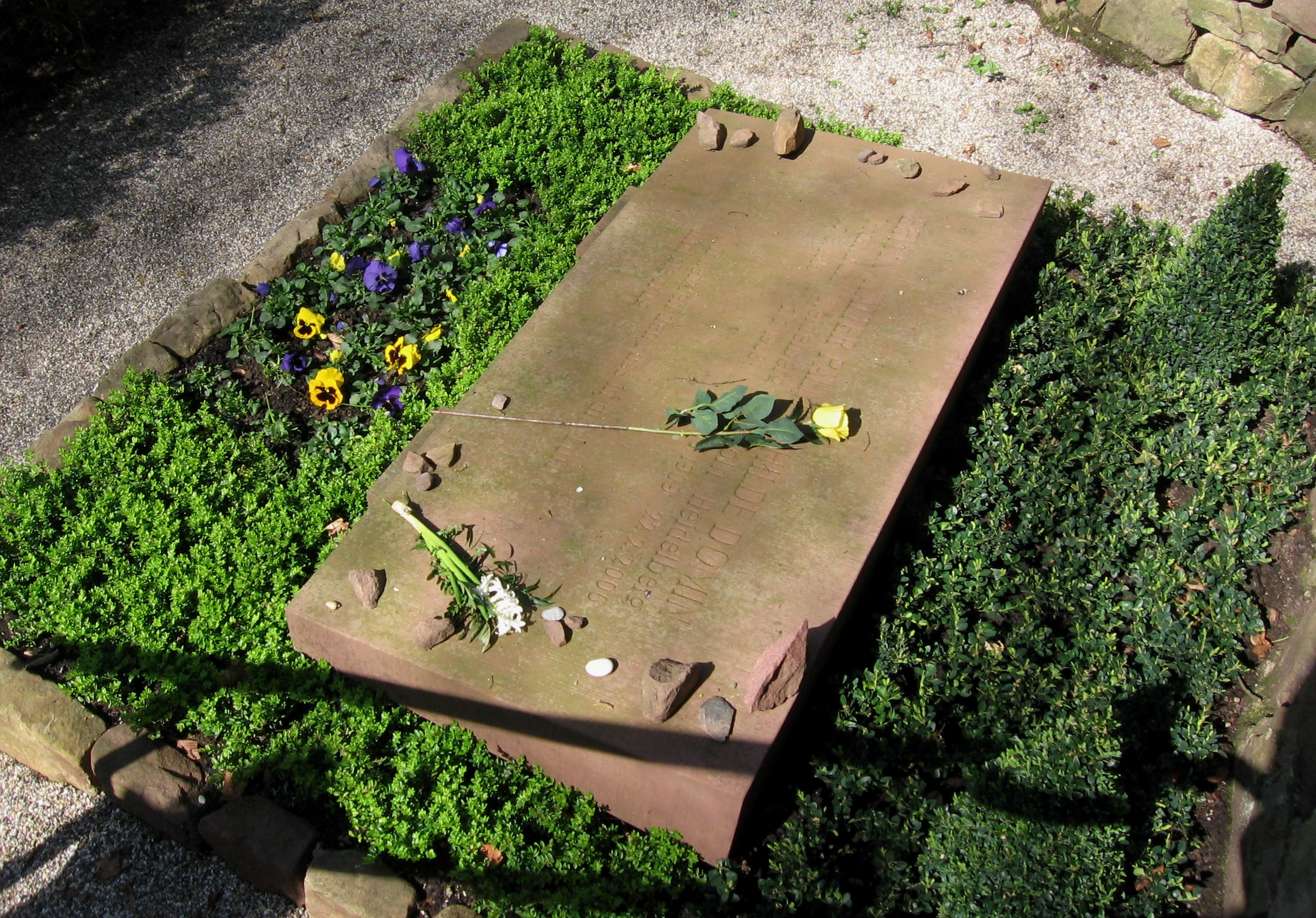
Ehrengrab auf dem Heidelberger Bergfriedhof

Domin war ab 1930 Mitglied der Sozialdemokratischen Partei Deutschlands, sah sich aber in späteren Interviews auch als Vordenkerin der Grünen. Ihren Lebensabend verbrachte die Dichterin in Heidelberg. Bis ins hohe Alter unternahm sie Lesereisen, so noch 2003 in Spanien und 2005 in England.
Am 22. Februar 2006 verstarb Hilde Domin in Heidelberg im Alter von 96 Jahren nach einer notwendig gewordenen Operation, da sie sich bei einem Sturz einen Oberschenkelhalsbruch zugezogen hatte. Sie wurde auf dem Heidelberger Bergfriedhof beigesetzt, in der Grabanlage, in der bereits ihr 1988 verstorbener Ehemann Erwin Walter Palm beigesetzt worden war. Der von Domin selbst gewählte Grabspruch lautet: „Wir setzten den Fuß in die Luft / und sie trug“. Die Grabstätte findet sich in unmittelbarer Nähe der Ruhestätte des Dichters Friedrich Gundolf.
Domins literarischer Nachlass liegt im Deutschen Literaturarchiv Marbach. Ausgewählte Exponate können dort im Rahmen einer Dauerausstellung betrachtet werden.

## Ehrungen
Zum 90. Geburtstag überreichte ihr Beate Weber, in ihrer Funktion als Oberbürgermeister der Stadt Heidelberg, die Bürgermedaille. Diese Auszeichnung wird seit 1969 an Personen vergeben, die sich besonders um die Stadt Heidelberg verdient gemacht haben. Träger sind u. a. Hans-Georg Gadamer (seit 1993), Berndmark Heukemes (seit 1994), Arthur Tischer (seit 1995), Ludwig Merz (seit 1996), Werner Boll (seit 1997), Leonie Stollreiter (seit 1999). Zum 95. Geburtstag am 27. Juli 2004 erhielt sie die Ehrenbürgerwürde der Stadt Heidelberg.
Die Dominikanische Republik zeichnete sie mit dem höchsten Orden aus, den der Inselstaat zu vergeben hat: Del mérito de Duarte, Sánchez y Mella. Bereits zu ihrem (eigentlich 83.) 80. Geburtstag stiftete die Stadt Heidelberg 1992 ihr zu Ehren den alle drei Jahre vergebenen Literaturpreis „Literatur im Exil“, der seit ihrem Tod „Hilde-Domin-Preis für Literatur im Exil“ heißt. Am 15. Februar 2006 wurde sie Ehrenmitglied des P.E.N.-Club des Exils.
Im März 2007 erhielt die Haus- und Landwirtschaftliche Schule Herrenberg den Namen Hilde-Domin-Schule. 2008 erhielt in Köln ein Rosengarten in der Nähe ihres Geburtshauses am ehemaligen Fort X in Neustadt-Nord den Namen Hilde-Domin-Park. In Köln trägt seit Oktober 2008 eine städtische Schule an der Klinik für Kinder- und Jugendpsychiatrie und Psychotherapie ihren Namen.
Hilde Domins ehemaliges Wohnhaus Riehler Straße 23 in Köln erhielt 2017 einen Stolperstein. 2020 wurde eine Straße im ehemaligen US-Quartier in Heidelberg-Rohrbach gemäß Beschluss des Heidelberger Stadtrats vom 12. November 2020 nach Hilde Domin benannt.

## Werke

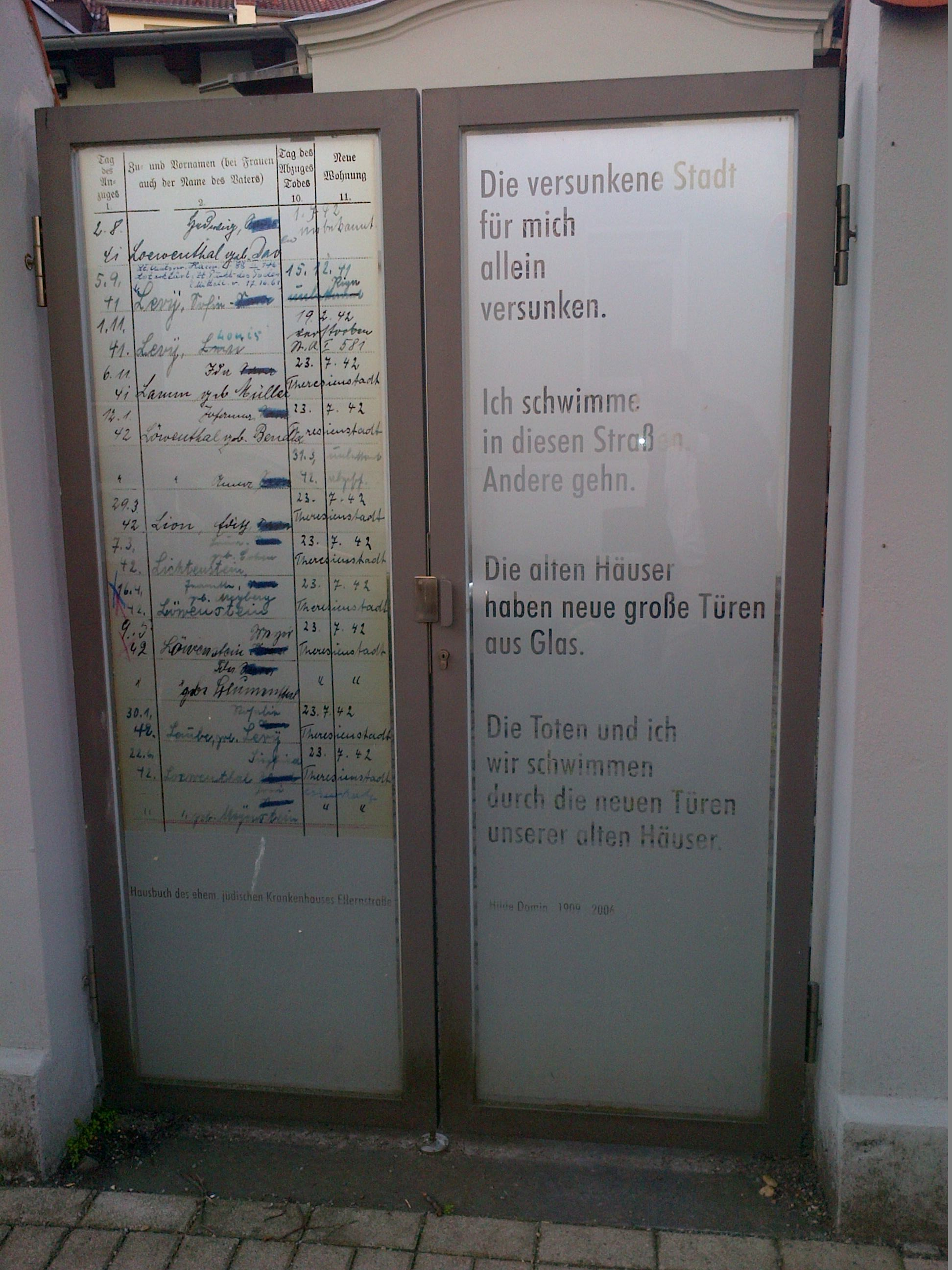
Glastür am Eingang des Totenhauses des ehemaligen Jüdischen Krankenhauses in Hannover; rechts ein Gedicht von Hilde Domin.

- Nur eine Rose als Stütze. Gedichte. Fischer Verlag, Frankfurt am Main 1959.
- Rückkehr der Schiffe. Gedichte. Fischer Verlag, Frankfurt am Main 1962.
- Spanien erzählt. Sechsundzwanzig Erzählungen. Ausgewählt und eingeleitet von Hilde Domin. Fischer Verlag, Frankfurt am Main 1963.
- Hier. Gedichte. Fischer Verlag, Frankfurt am Main 1964.
- Doppelinterpretationen. Das zeitgenössische deutsche Gedicht zwischen Autor und Leser. Hg. und eingeleitet von Hilde Domin. Athenäum, Frankfurt am Main/Bonn 1966.
- Das zweite Paradies. Roman in Segmenten. Piper, München 1968.
- Das politische Gedicht und die Öffentlichkeit: Aktuelles und Grundsätzliches. Sonderdruck in: Schweizer Monatshefte, 48. Jahrg., Heft 6, September 1968.
- Wozu Lyrik heute. Dichtung und Leser in der gesteuerten Gesellschaft. Piper, München 1968.
- Ich will dich. Gedichte. Piper, München 1970, ISBN 3-492-01821-1.
- Nachkrieg und Unfrieden. Gedichte als Index 1945–1970. Hg. und mit einem Nachwort von Hilde Domin. Luchterhand, Neuwied/Berlin 1970.
- Die andalusische Katze. Eremiten-Presse, Stierstadt 1971, ISBN 3-87365-027-4.
- Von der Natur nicht vorgesehen. Autobiographisches. Piper, München 1974, ISBN 3-492-00390-7.
- Aber die Hoffnung. Autobiographisches aus und über Deutschland. Piper, München 1982, ISBN 3-492-02795-4.
- Gesammelte Gedichte. Fischer, Frankfurt am Main 1987, ISBN 3-10-015304-9.
- Das Gedicht als Augenblick von Freiheit. Frankfurter Poetik-Vorlesungen 1987/1988. Piper, München 1988, ISBN 3-492-10991-8.
- Gesammelte Essays. Heimat in der Sprache. Fischer, Frankfurt am Main 1993, ISBN 3-10-015315-4.
- Der Baum blüht trotzdem. Gedichte. Fischer, Frankfurt am Main 1999, ISBN 3-10-015322-7.
- Gesammelte autobiographische Schriften. Fast ein Lebenslauf. Piper, München 1992, ISBN 3-492-03565-5.
- Wer es könnte. Gedichte und Aquarelle. Illustriert von Andreas Felger. Präsenz Kunst & Buch, Hünfelden 2000, ISBN 3-87630-514-4.
- Sämtliche Gedichte. Hrsg. von Nikola Herweg und Melanie Reinhold. Fischer, Frankfurt am Main 2009, ISBN 978-3-10-015341-8.
- Poesiealbum 309. Lyrikauswahl von Klaus Siblewski, Grafik Cy Twombly. Märkischer Verlag, Wilhelmshorst 2013, ISBN 978-3-943708-09-7.
- Antillengeschichten. Hrsg. von Denise Reimann und Carla Swiderski. GOYA, Hamburg 2022, ISBN 978-3-8337-4527-0[16]

## Briefe
Der Literaturwissenschaftler Jan Bürger und der Kunsthistoriker Frank Druffner, beide Mitarbeiter des Deutschen Literaturarchivs Marbach, stellten im Januar 2007 Briefe zwischen Domin und Erwin Walter Palm aus 28 Jahren (1931 bis 1959) vor, die neben dem persönlichen Aspekt zwei Emigrantenschicksale widerspiegeln. Die Briefe wurden in der letzten Wohnung in Heidelberg aufgefunden.
- Hilde Domin: Die Liebe im Exil. Briefe an Erwin Walter Palm aus den Jahren 1931–1959. Jan Bürger, Frank Druffner (Hrsg.) unter Mitarbeit von Melanie Reinhold. S. Fischer Verlag, Frankfurt am Main 2009, ISBN 978-3-10-015342-5. (Besprechung:[18])
- Hilde Domin/Nelly Sachs: Briefwechsel. Hrsg., mit einem Nachwort von Nikola Herweg und Christoph Willmitzer. Marbach a. N. 2016, ISBN 978-3-944469-24-9.
- Ingeborg Bachmann, Marie Luise Kaschnitz, Hilde Domin, Nelly Sachs: „Über Grenzen sprechend“. Die Briefwechsel. Herausgegeben von Barbara Agnese. Mit einem Vorwort von Hans Höller. Piper, München; Suhrkamp Berlin 2023, ISBN 978-3-518-42609-8.

## Auszeichnungen
- 1968: Ida-Dehmel-Literaturpreis der GEDOK
- 1971: Meersburger Droste-Preis, im Gedenken an Annette von Droste-Hülshoff[19]
- 1972: Ehrengabe der Heinrich-Heine-Gesellschaft
- 1974: Roswitha-Preis
- 1976: Rainer-Maria-Rilke-Preis für Lyrik
- 1982: Richard-Benz-Medaille der Stadt Heidelberg
- 1983: Nelly-Sachs-Preis
- 1983: Bundesverdienstkreuz Erster Klasse der Bundesrepublik Deutschland
- 1988: Verdienstorden des Landes Nordrhein-Westfalen[20]
- 1990: Verdienstmedaille des Landes Baden-Württemberg
- 1992: Friedrich-Hölderlin-Preis der Stadt Bad Homburg
- 1992: „Literatur im Exil“-Preis der Stadt Heidelberg (später umbenannt in „Hilde-Domin-Preis für Literatur im Exil“)
- 1992: Carl-Zuckmayer-Medaille
- 1993: Hermann-Sinsheimer-Preis der Stadt Freinsheim
- 1993: Ehrenprofessorin des Landes Baden-Württemberg
- 1994: Großes Bundesverdienstkreuz
- 1995: Literaturpreis der Konrad-Adenauer-Stiftung[21]
- 1999: Jakob-Wassermann-Literaturpreis
- 1999: Staatspreis des Landes Nordrhein-Westfalen

## Filme

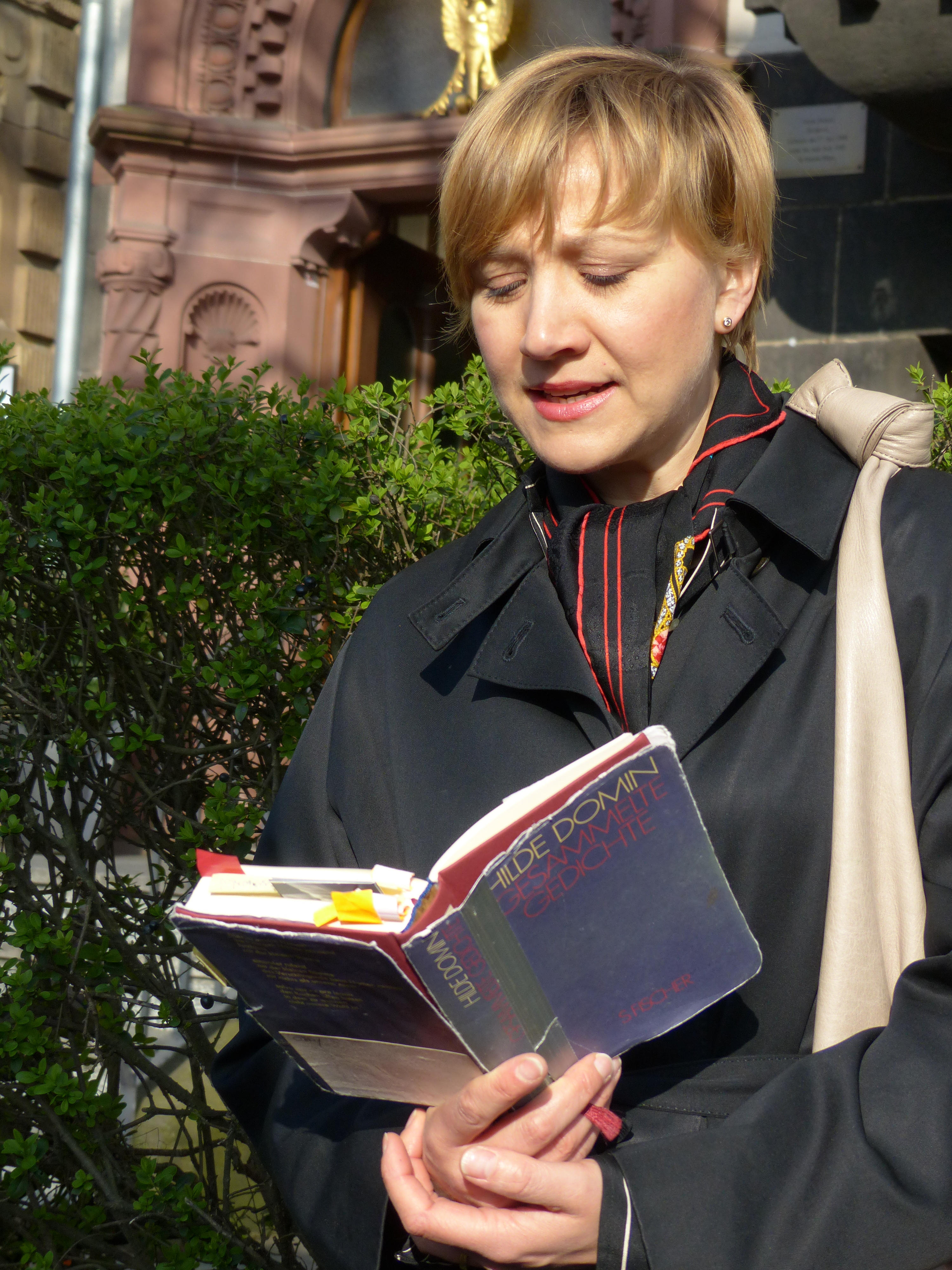
Anna Ditges zitiert Hilde Domin (Gesammelte Gedichte, S. Fischer Verlag)

- Anna Ditges (Buch, Regie, Kamera und Schnitt): Ich will dich – Begegnungen mit Hilde Domin. Dokumentarfilm, Deutschland, 2005–2007, 95 Min., Produktion: Punktfilm.[22][23]
- Christa Schulze-Rohr: Wortwechsel: Hilde Domin. Gespräch, Deutschland, 1991, 44 Min., Produktion: SWF.
- Hilde Domin. In: Zeugen des Jahrhunderts. Rüdiger Schwab im Gespräch mit Hilde Domin. ZDF-Interview vom 24./25. Januar 1989, 60 Minuten, Prod. Nr. 6354/1543. Gesendet am 1. und 5. November 1989.

## Vertonungen
- Arthur Dangel (* 1931): Domin-Zyklus (op. 73, 1995) für eine Singstimme (Frauenstimme) und Klavier

I. Spiegelgedichte: 1. Identität („Wer will nicht im Spiegel“) – 2. Nicht angeseilt („Für dich sind die Stunden“) – 3. Tapferkeit („In den Spiegeln“) – II. Kalender: 1. Grüne Pfennige – 2. Die geprügelten Tage – 3. Der Schmerz steigt wie ein großer Nebel hoch – III. Älter werden: 1. Die Sehnsucht nach Gerechtigkeit – 2. Gegen die Angst vor dem Mitmensch – 3. Hand in Hand – IV. Fremder: 1. Ich falle durch jedes Netz – 2. Vor mir wird aufgebaut – V. Jahreszeiten: 1. Der Frühling ein riesiger Specht – 2. Spätsommer („Da du die Zeitung liest“) – 3. Herbstaugen („Presse dich eng an den Boden“) – 4. Winter („Die Vögel, schwarze Früchte“)
- Siegrid Ernst: Damit es anders anfängt zwischen uns allen (1983) für gemischten Chor und Orgel. Text: Abel steh auf (1969)
- Wolfgang Nening (* 1966): Über den Herbst (2000). Sechs Lieder für eine mittlere Stimme und Klavier

2. Herbstaugen
- Joachim Kubowitz: Vertonungen von Gedichten unter anderem von Hilde Domin.[24]